# Szabadegyházai-vízfolyás
A Szabadegyházai-vízfolyás Szabadegyházától északnyugatra ered, Fejér vármegyében. A patak forrásától kezdve keleti irányban halad, majd beletorkollik a Mélykúti-árokba.
A Szabadegyházai-vízfolyás vízgazdálkodási szempontból az Észak-Mezőföld és Keleti-Bakony Vízgyűjtő-tervezési alegység működési területéhez tartozik.

## Part menti települések
- Szabadegyháza